# Rheumaptera inhabilis
Rheumaptera inhabilis är en fjärilsart som beskrevs av Louis Beethoven Prout 1916. Rheumaptera inhabilis ingår i släktet Rheumaptera och familjen mätare. Inga underarter finns listade.